# Vasaparken, Stockholm

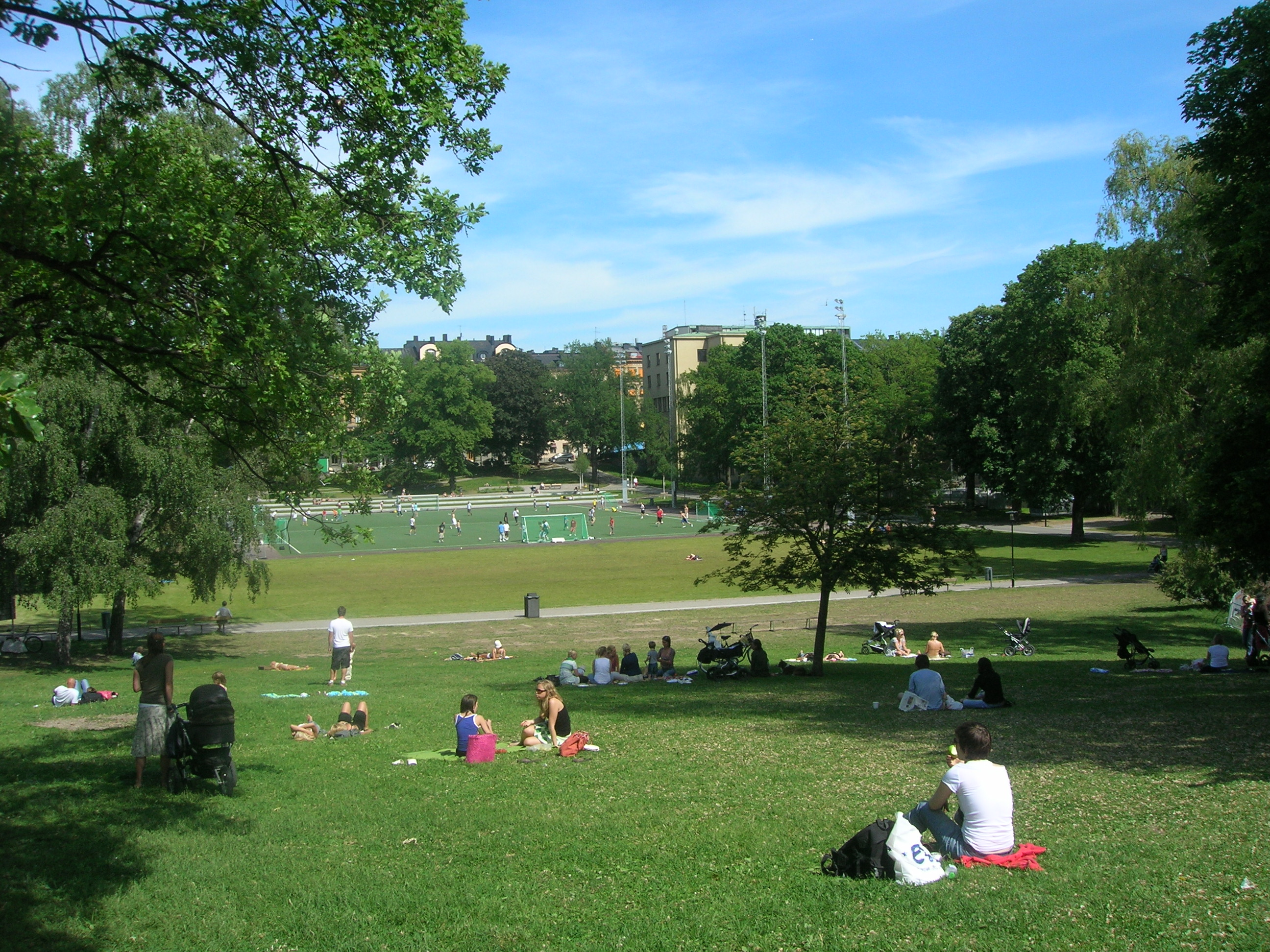
Vasaparken sedd från parkleken.

Vasaparken (ursprungligen kallad Sabbatsbergsparken) är en park i stadsdelen Vasastaden i Stockholms innerstad. I öst avgränsas den av Dalagatan, i norr av Odengatan, i väst av Torsgatan och i söder av sjukhusområdet Sabbatsberg. Sitt nuvarande namn fick parken år 1900. Efter en upprustning 2007 tilldelades Vasaparken Sienapriset för bästa landskapsarkitekturprojekt. På våren 2021 invigdes Yogapaviljongen i Vasaparken som utnämndes till en av kandidaterna till Årets Stockholmsbyggnad 2022.

## Historik

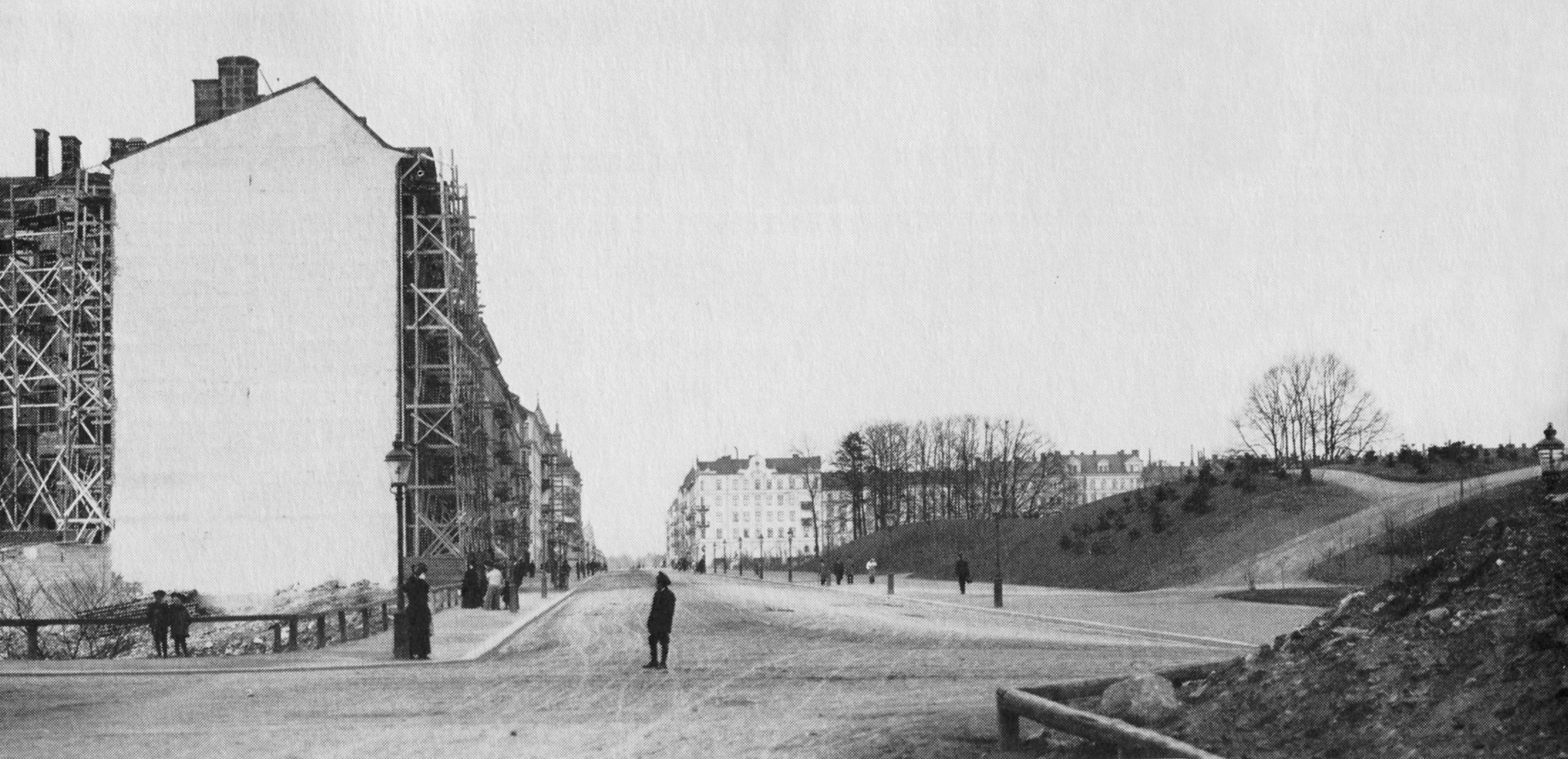
Odengatan och Vasaparken 1902.

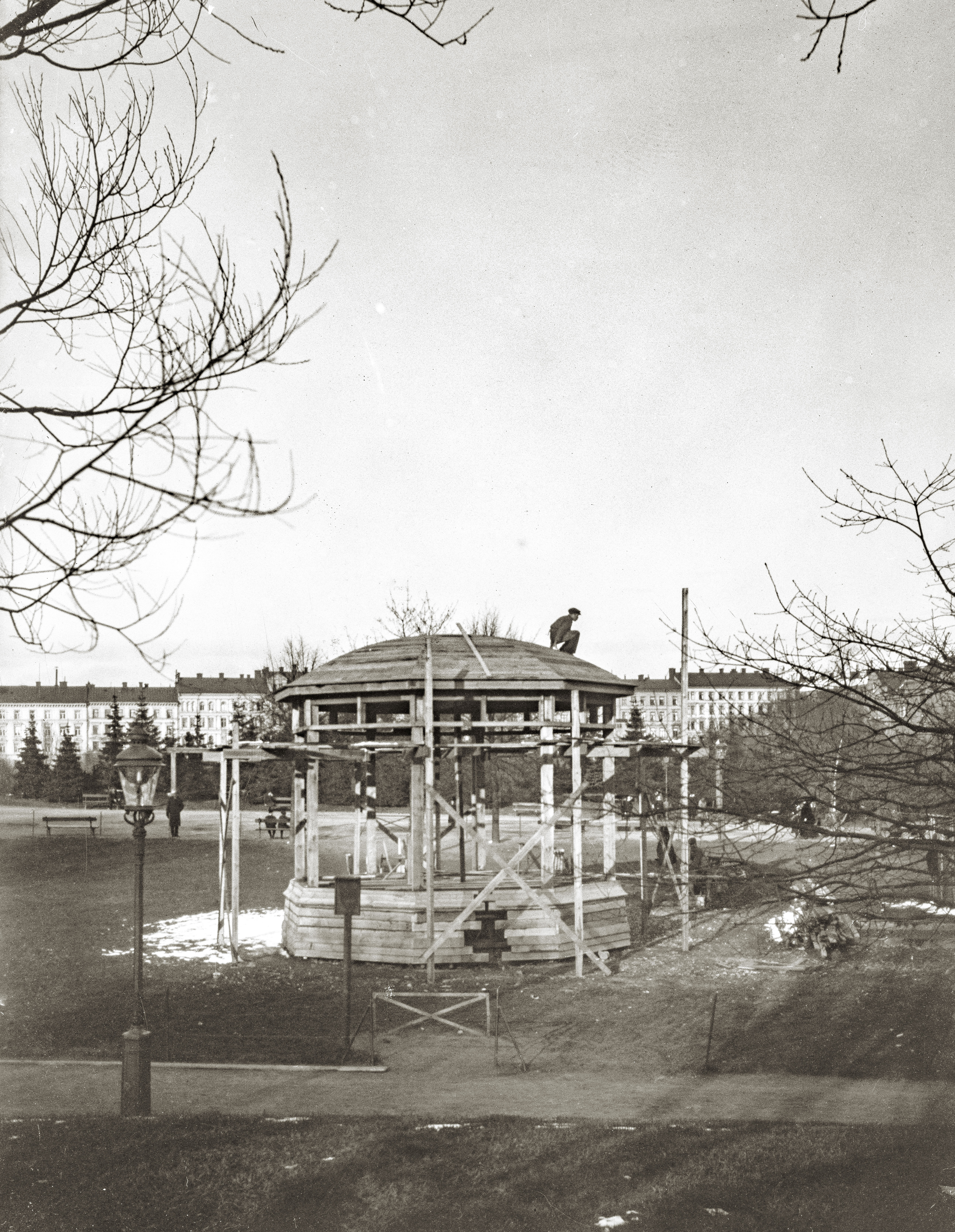
Första musikpaviljongen i parken uppförs våren 1915. Den revs 1938 i samband med att en ny byggdes på ungefär samma plats. Husraden i bakgrunden är Dalagatan.

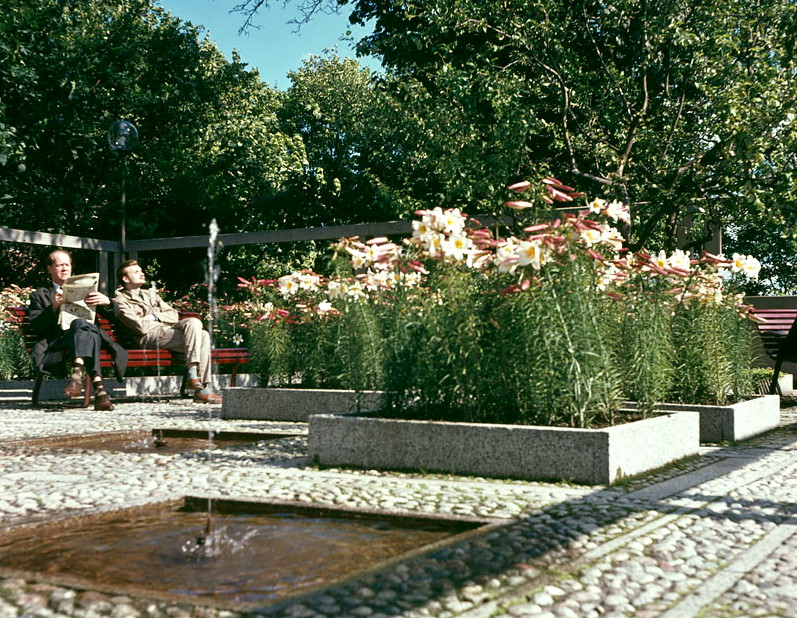
Terrassen mot Torsgatan 1963.

På 1700-talet låg här en malmgård som ägdes av Peter Jonas Bergius. Han donerade sin malmgård till Kungliga Vetenskapsakademien och Bergianska trädgården låg sedan här på 1700-talet och större delen av 1800-talet. Den flyttade 1885 till sitt nuvarande läge vid Frescati. År 1898 påbörjades anläggningsarbetena för parken och år 1900 var östra delen i det närmaste färdigställd. Fram till 1908 fortsatte parkarbetena i västra och sydvästra delen. Samma år anlades stenpartier i området mot Torsgatan.
År 1910 öppnade en offentlig toalett i Vasaparkens nordvästra del. Toaletten, eller "kabinett" som den också kallades, hade bevakning. Toaletthuset är arkitektoniskt genomarbetat och har ett säteritak täckt med glaserad taktegel, och fasaderna är klädda med träpanel i olika riktningar. Byggnaden är numera upprustad men inte längre toalett utan ett sommarcafé.
År 1911 skapades en spegeldamm intill den stora gräsplanen. Den ändrades dock om till en plaskdamm 1931. Under första världskriget användes parken, liksom många andra av Stockholms parker, som potatisland. I samband med Olympiska sommarspelen 1912 användes parken som träningsarena. De flesta lövträden i parken är från tiden då parken anlades, av de ursprungliga barrträdgrupperna finns ingenting kvar idag.
Våren 1915 uppfördes en musikpaviljong på en av gräsplanerna på en av Vasaparkens högst belägna delar, ungefär mitt för Uppsalagatan (nu Gästrikegatan). Paviljongen revs 1938 i samband med att en ny uppfördes på ungefär samma plats.
I samband med breddning av Torsgatan färdigställdes 1947 tre terrassträdgårdar i grovhuggen granit och betongytor med reliefer. Kompositionen är formgiven av trädgårdsarkitekten Erik Glemme. En av terrasserna är möblerad med soffor och fontäner och har ett golv belagt med kullersten och betongplattor i olika mönster och färger. En liten bäck rinner nerför berget mot Torsgatan.

## Aktiviteter
Vasaparken är bland annat känd för att viktiga politiska debatter ägde rum i parken inför valen på 1950-talet. Mest kända är de politiska duellerna i Vasaparken mellan Sveriges dåvarande statsminister Tage Erlander och oppositionsledaren Bertil Ohlin.
I Vasaparkens parkteater uppträdde bland andra Karl Gerhard 1953 med skådespelet "Jag och lilla Frida" tillsammans med sin adoptivdotter Fatima. Anledning var firandet av Stockholms 700-årsjubileum.
Astrid Lindgren bodde under lång tid på Dalagatan 46 invid Vasaparken och parken finns med i flera av hennes böcker. År 2006 invigdes Astrid Lindgrens Terrass, som är den östra delen av Vasaparken, närmast Dalagatan.

### Historiska bilder

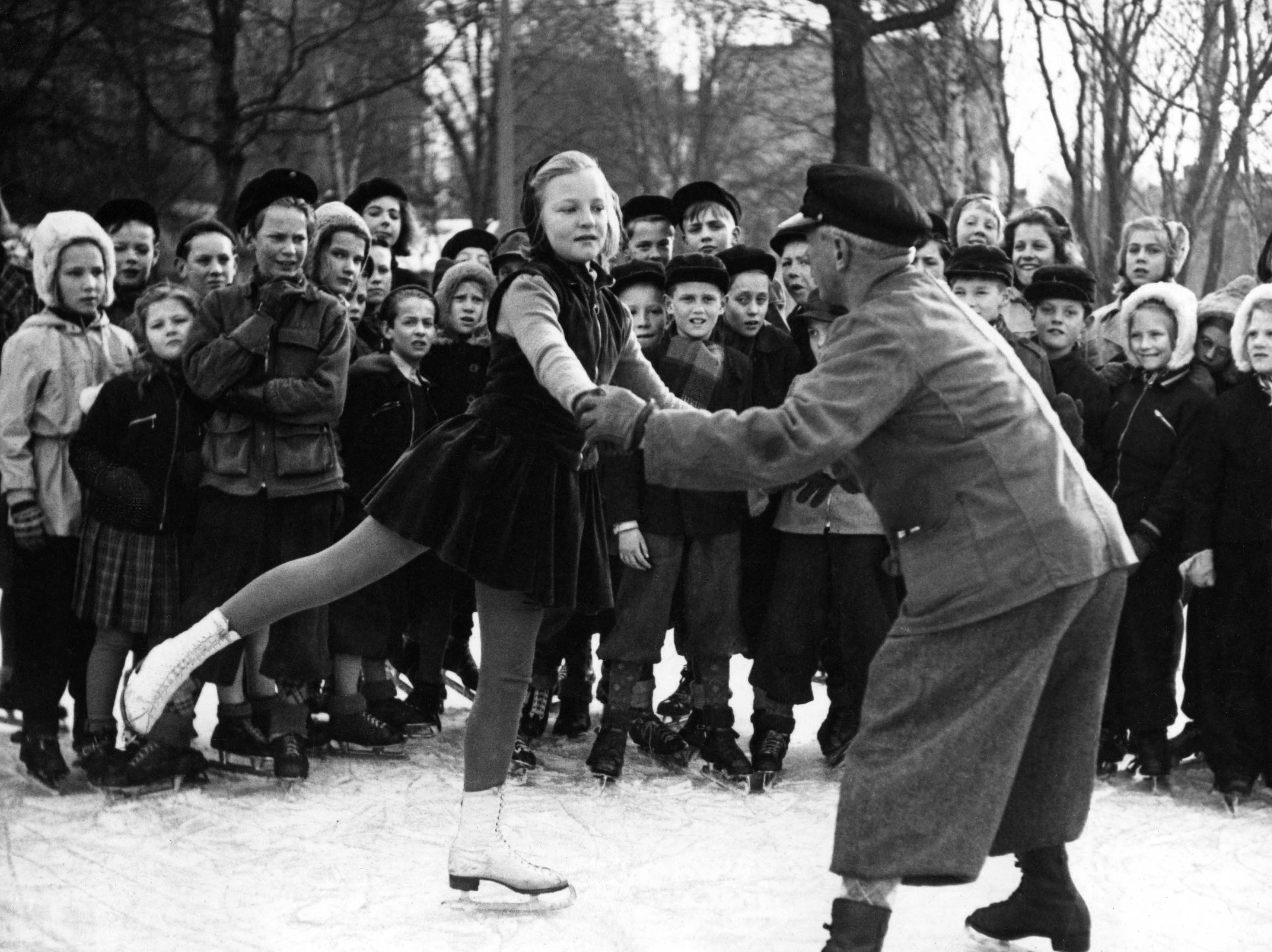
Konståkning, skollovsveckan 21-26 februari 1944.
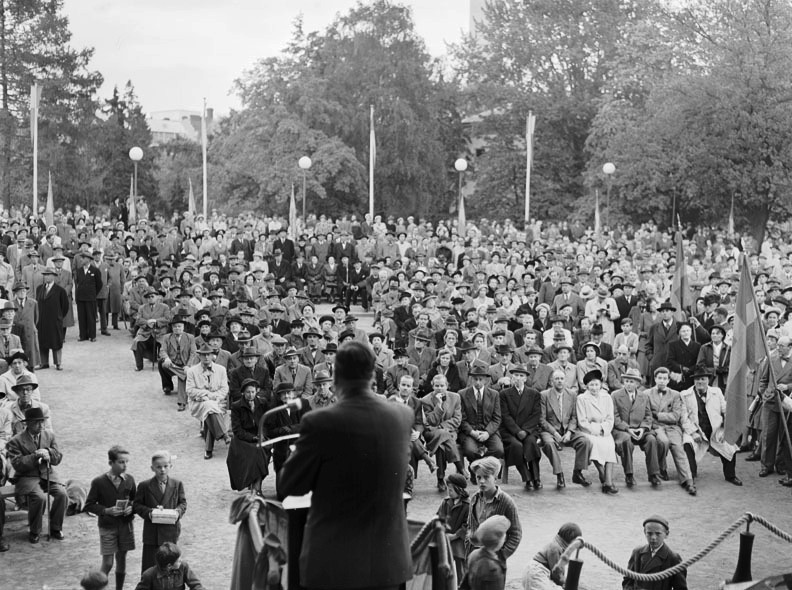
Högerpartiets stora möte i Vasaparken, 1950.
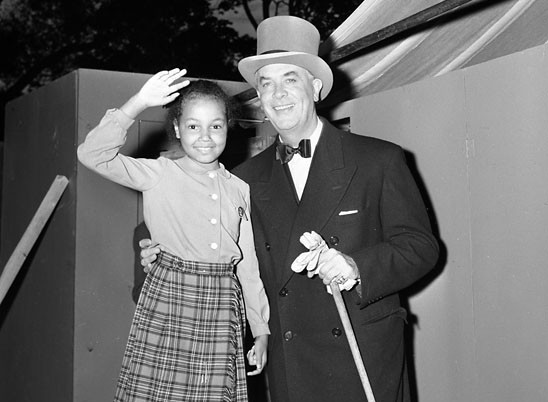
Karl Gerhard och adoptivdottern Fatima, 1953.
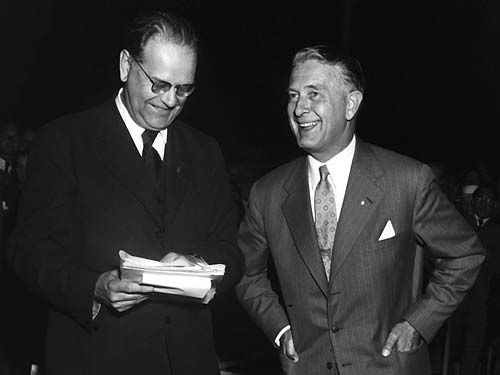
Tage Erlander och Bertil Ohlin, politisk duell, 1954.
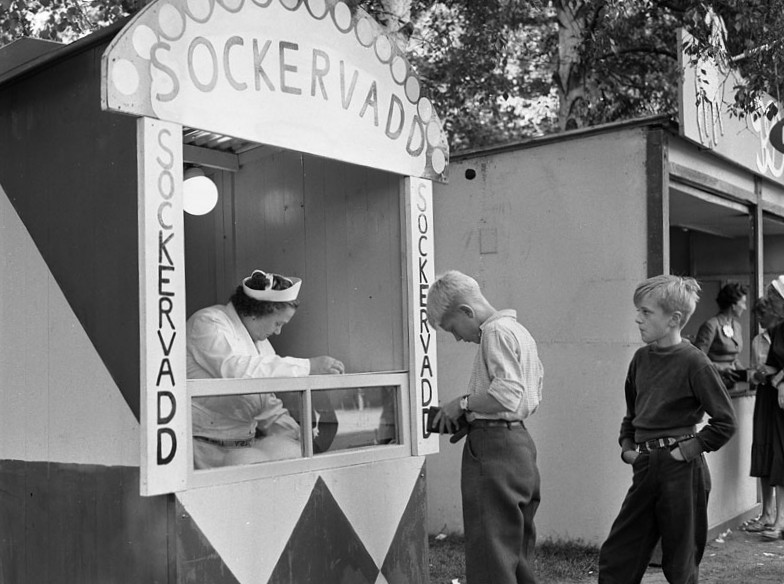
Barnens dag i Vasaparken, 1957.

### Nutida bilder

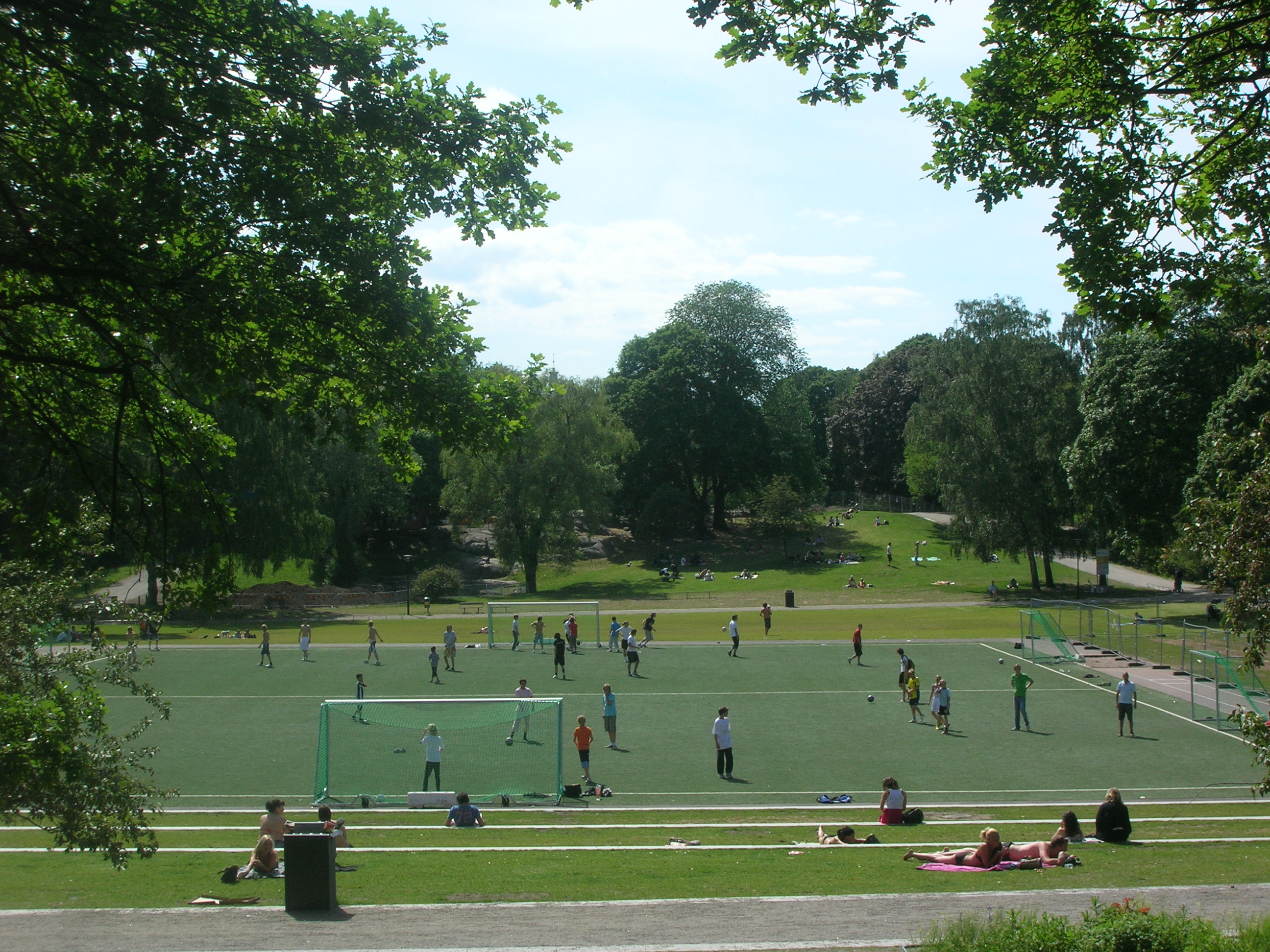
Vasaparken sedd från Dalagatan.
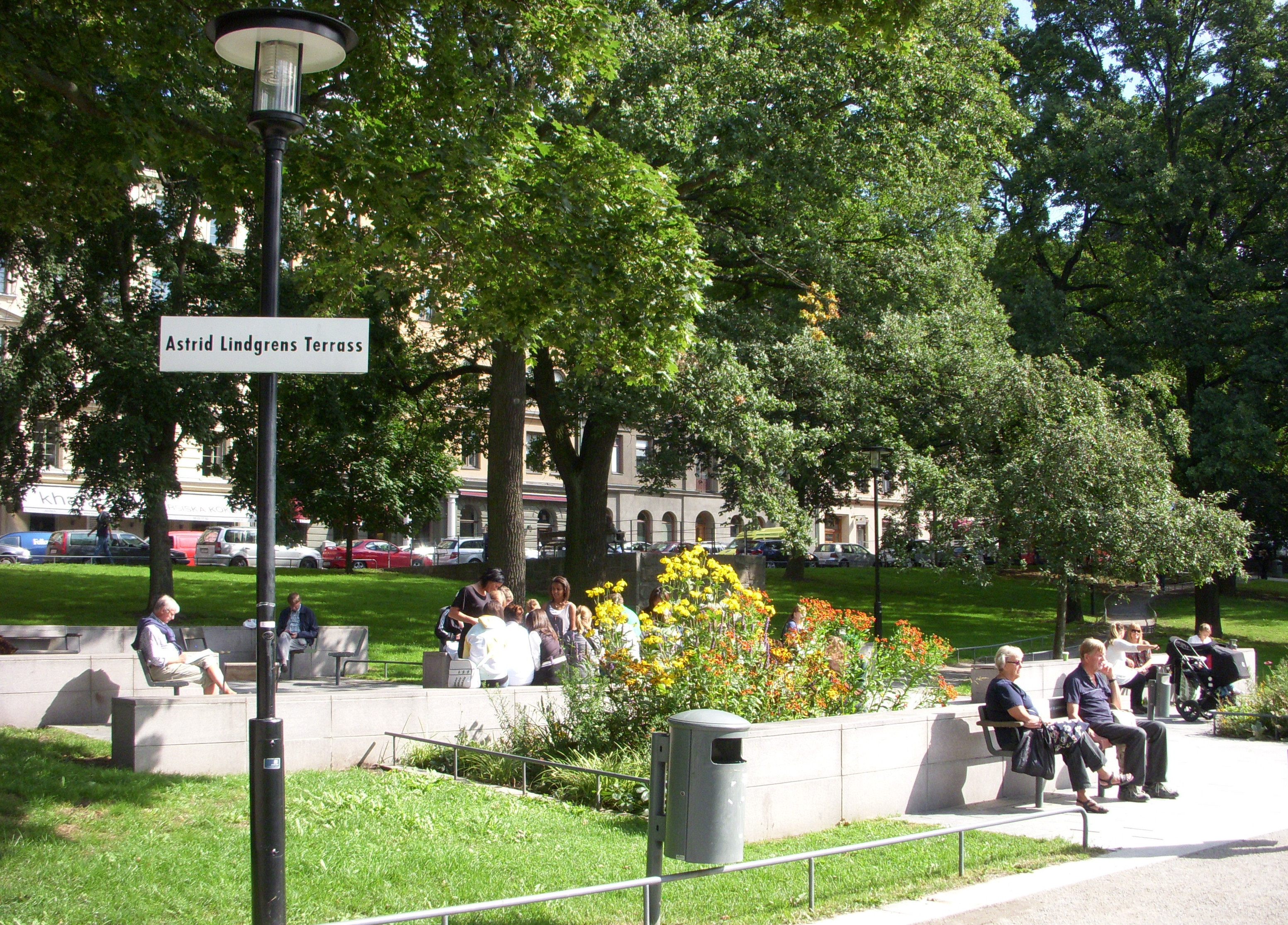
Astrid Lindgrens terrass
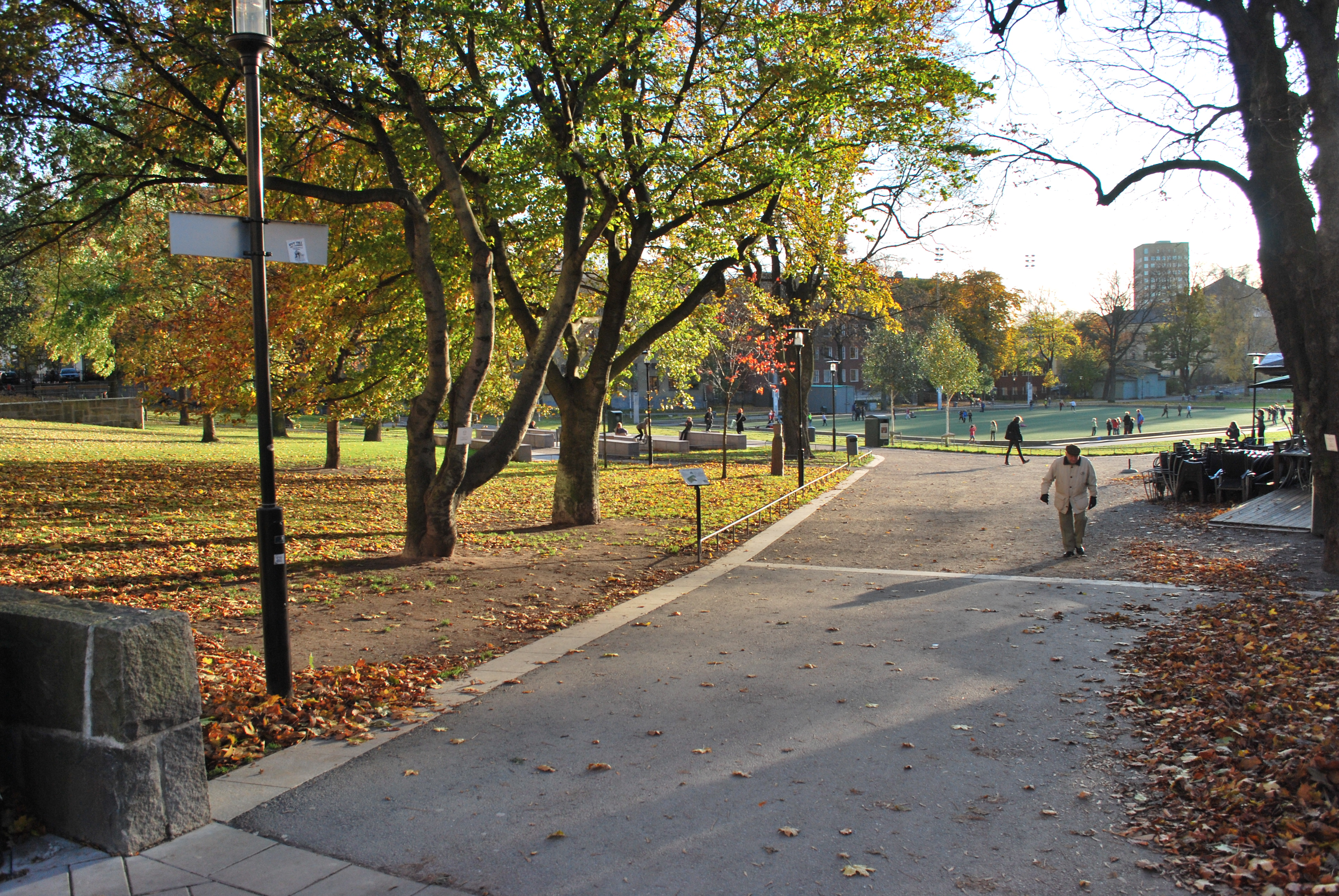
Höst i Vasaparken, 2008.
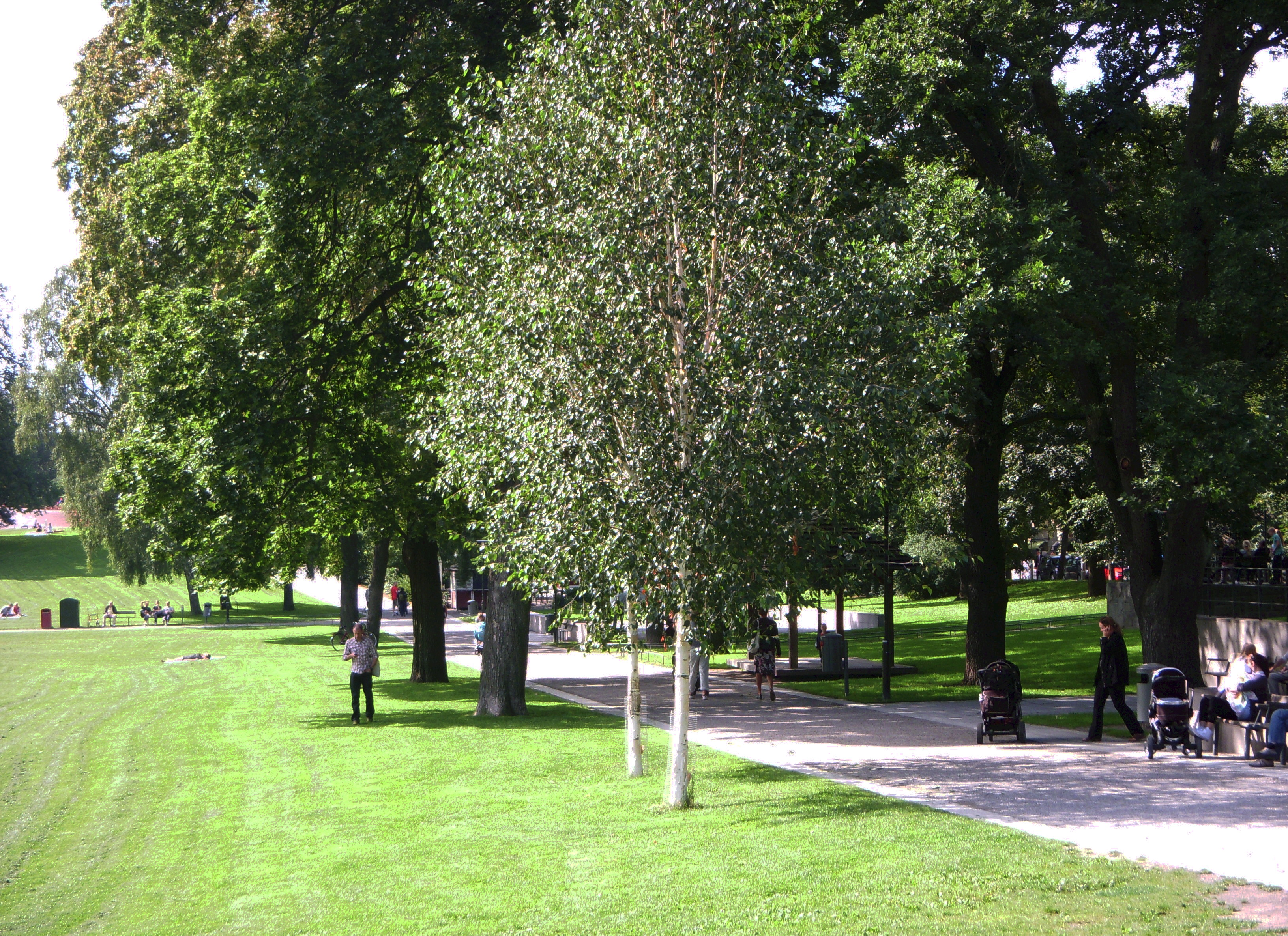
Sommar i Vasaparken, 2011.
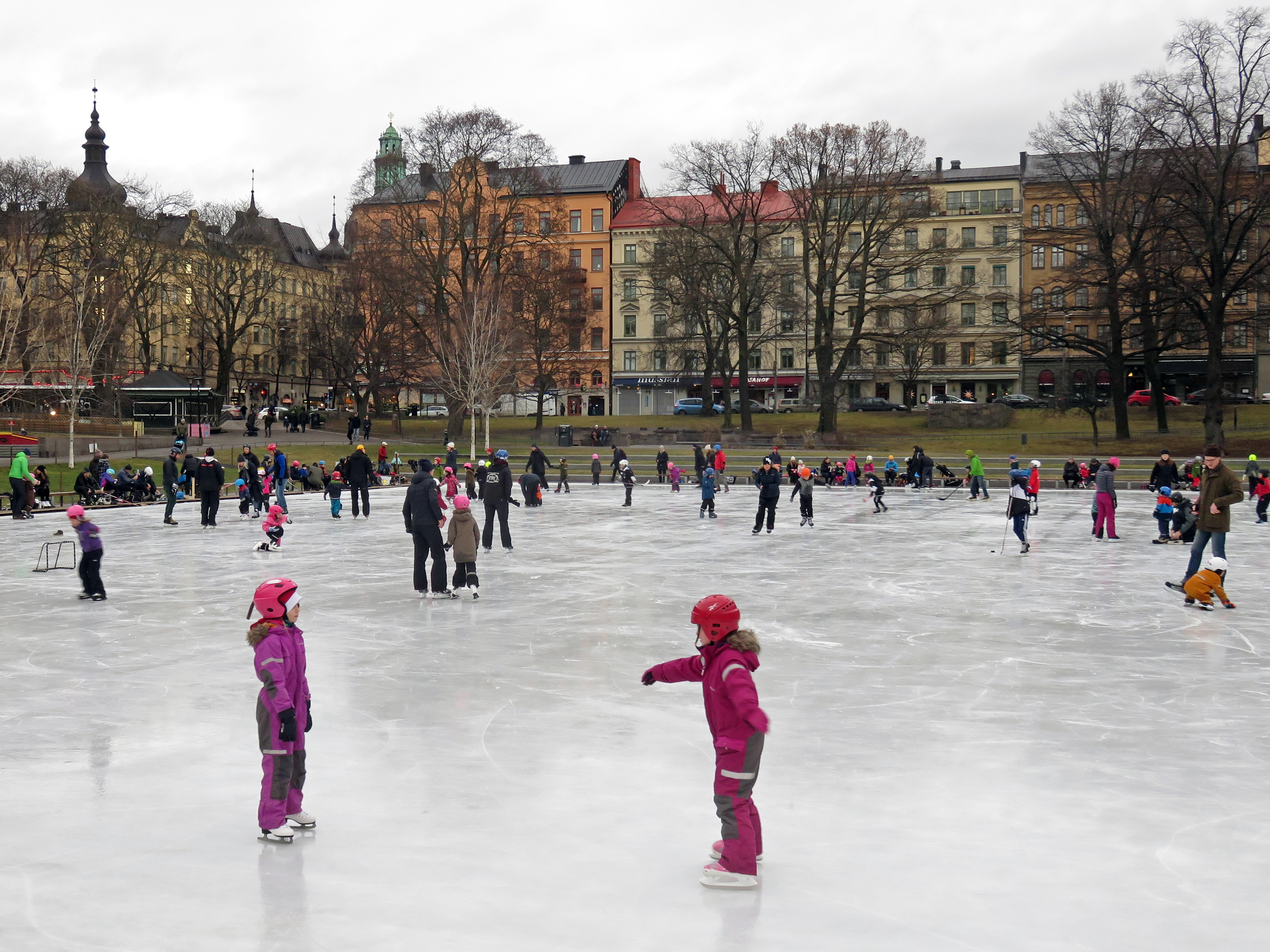
Skridskoåkning i Vasaparken, december 2016.

## Upprustning

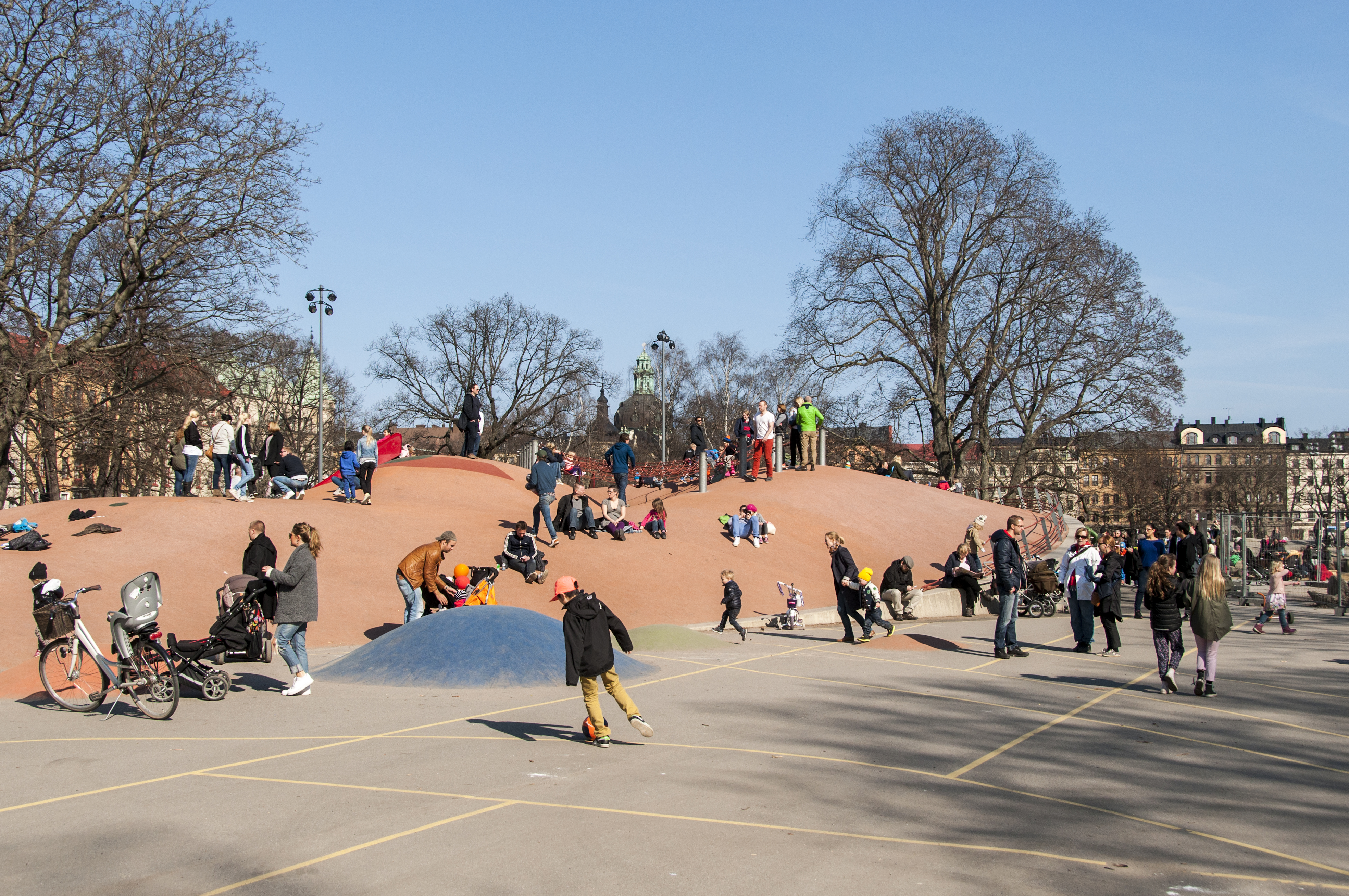
Vasaparkens gummikullar

Då Sabbatsbergsområdet kommer att utvecklas mycket under de närmaste åren med ett större antal nya bostäder påbörjades en upprustning av Vasaparken under 2004. I samband med denna byggdes terrasser ut i gatunivå från Odengatan och Dalagatan där det går att sitta och se ut över parken. 2005 anlades en konstgräsplan för sjumannafotboll. Planen är konstisbana vintertid. Skridskobanan invigdes i december 2005. År 2006 invigdes den nya lekplatsen som har kommit att bli ett visuellt signum för parken med sina orangeröda kullar av gummiasfalt. 
Vasaparken fick Sienapriset år 2007 för bästa landskapsarkitekturprojekt. Juryns motivation var: Projektets kvalitet ligger i hur det förra sekelskiftets stadspark blivit uppgraderad. Vasaparken är ett ambitiöst och lyckat exempel på hur en stadspark i en tät stadsdel utvecklats för att också i framtiden vara en angelägenhet för alla åldrar och intressen. Förändringarna i parken är formgivna av landskapsarkitekterna Anders Falk, Anders Kling och Veronika Borg. Bodil Hammarberg är ansvarig landskapsarkitekt från Stockholms stad. Jan Valeskog, dåvarande ordförande i Norrmalms stadsdelsnämnd, var en starkt bidragande kraft till upprustningen i Vasaparken.

## Yogapaviljongen i Vasaparken
En paviljong för yoga och meditation invigdes våren 2021 på en kulle i parkens västra del. Det var ett medborgarförslag och japanska förebilder som inspirerade till den lilla byggnaden. Uppdragsgivare var Norrmalms Stadsdelsförvaltning som anlitade Nyréns Arkitektkontor att gestalta paviljongen. Stommen består av grova furuprofiler, taket utgörs av glest lagda ribbor och vridbara skärmar i trä bildar transparanta väggar. Allt hänger ihop utan skruvar eller beslag. Mot väster kragar byggnaden ut över ett mindre stup och ger fri utsikt över korsningen Torsgatan / Odengatan.
Yogapaviljongen nominerades av Stockholms stad tillsammans med nio andra kandidater till Årets Stockholmsbyggnad 2022. Juryns kommentar lyder:
| ” | Ett nytt bidrag i parken i form av en installation och ett rum som erbjuder både rörelse, ro och eftertanke. Paviljongen är byggd helt i trä, spännande placerad på en kulle i Vasaparken och den sträcker ut sig över en kant. När mörkret infaller bjuder den perforerade fasaden på ett skimrande ljusspel, som en lykta i parken. | „ |

### Bilder

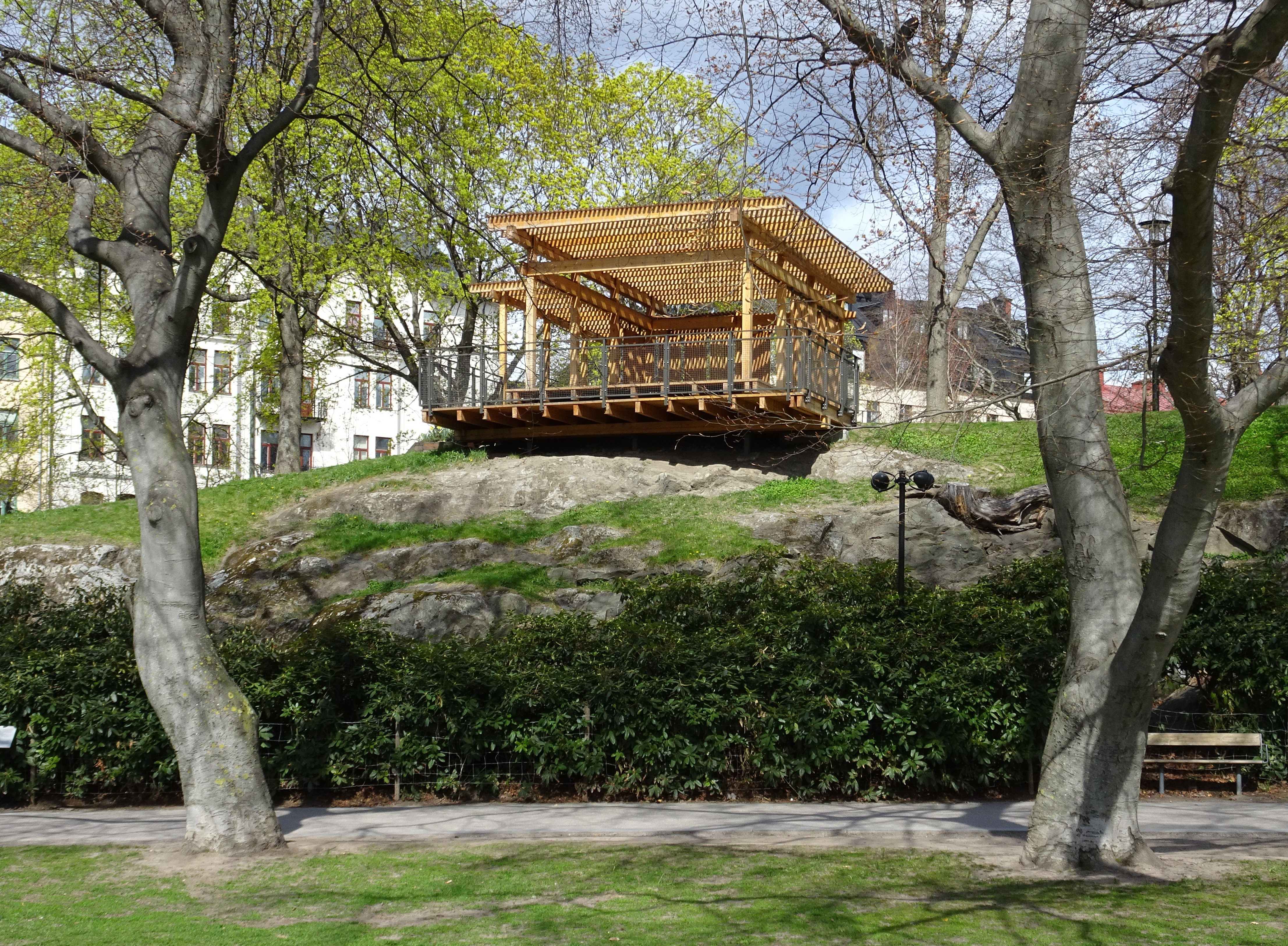
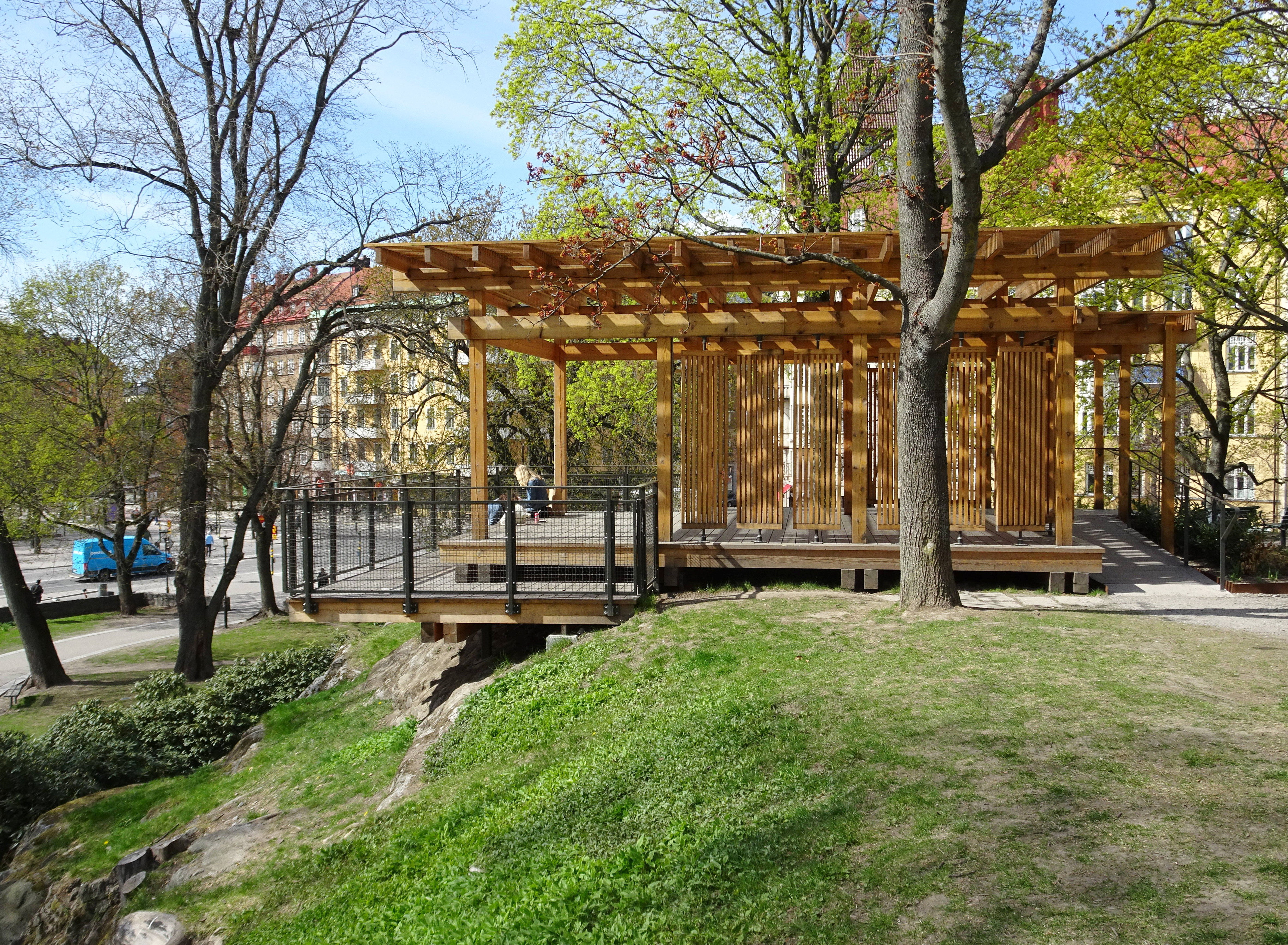
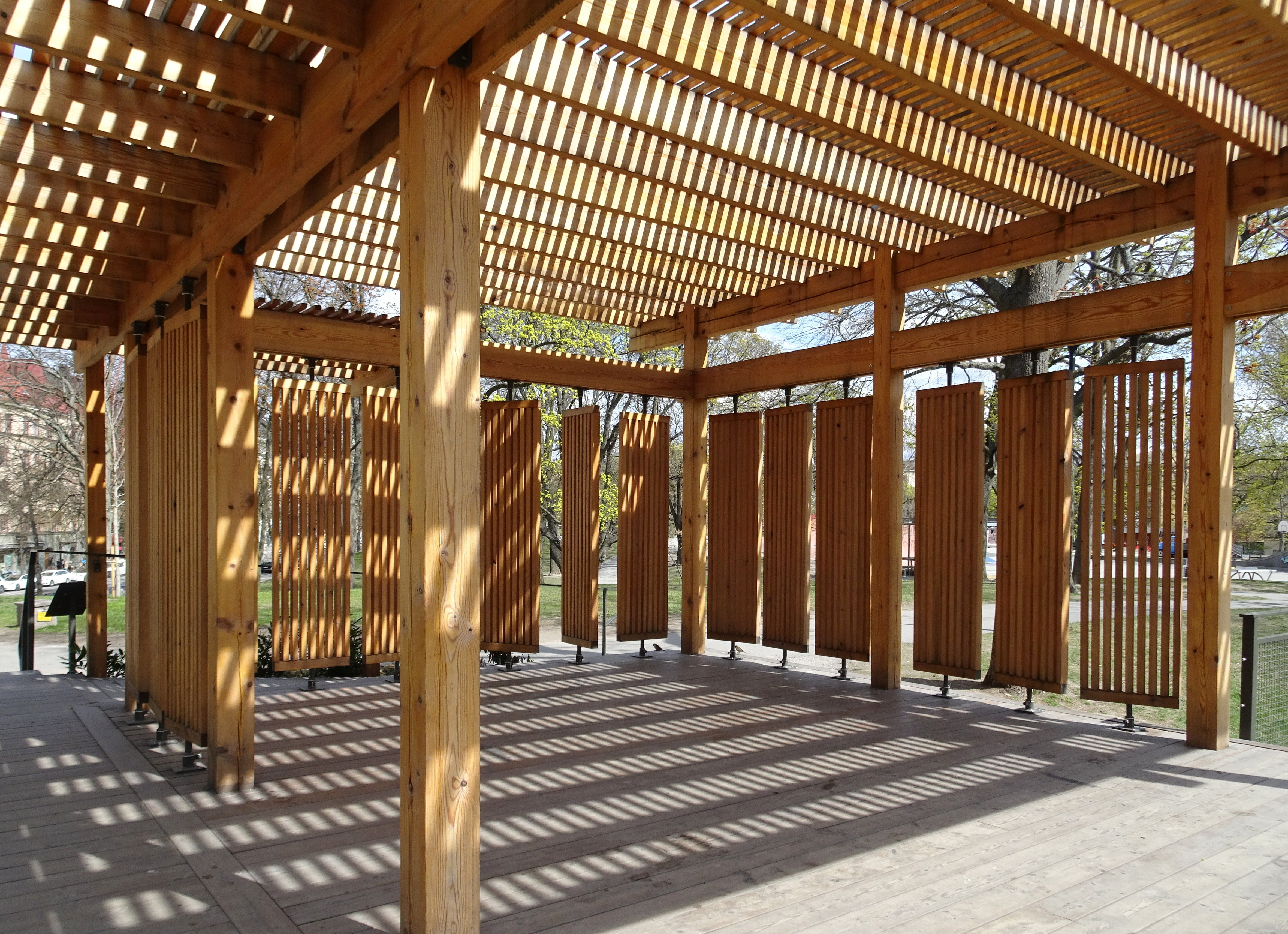
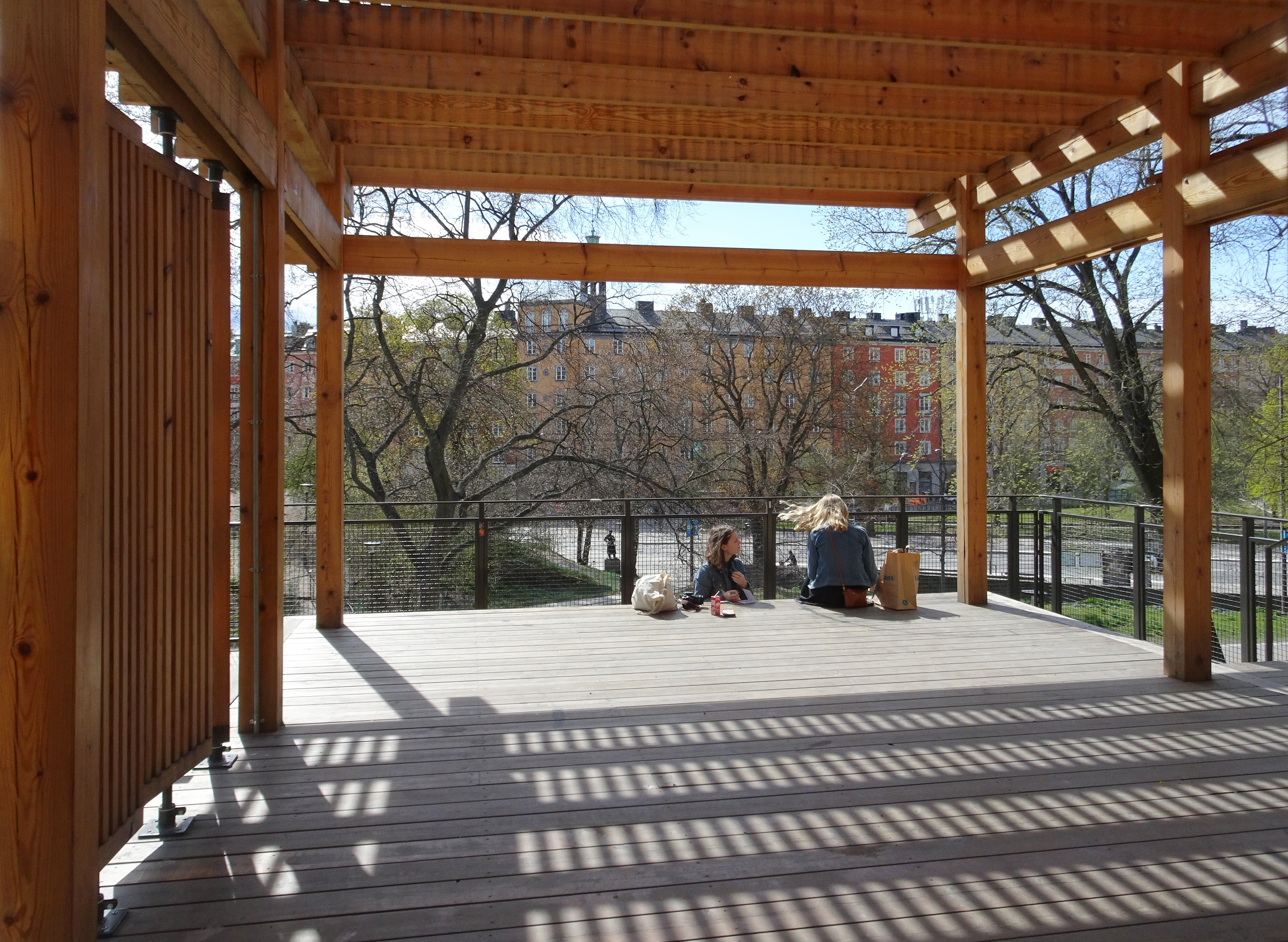
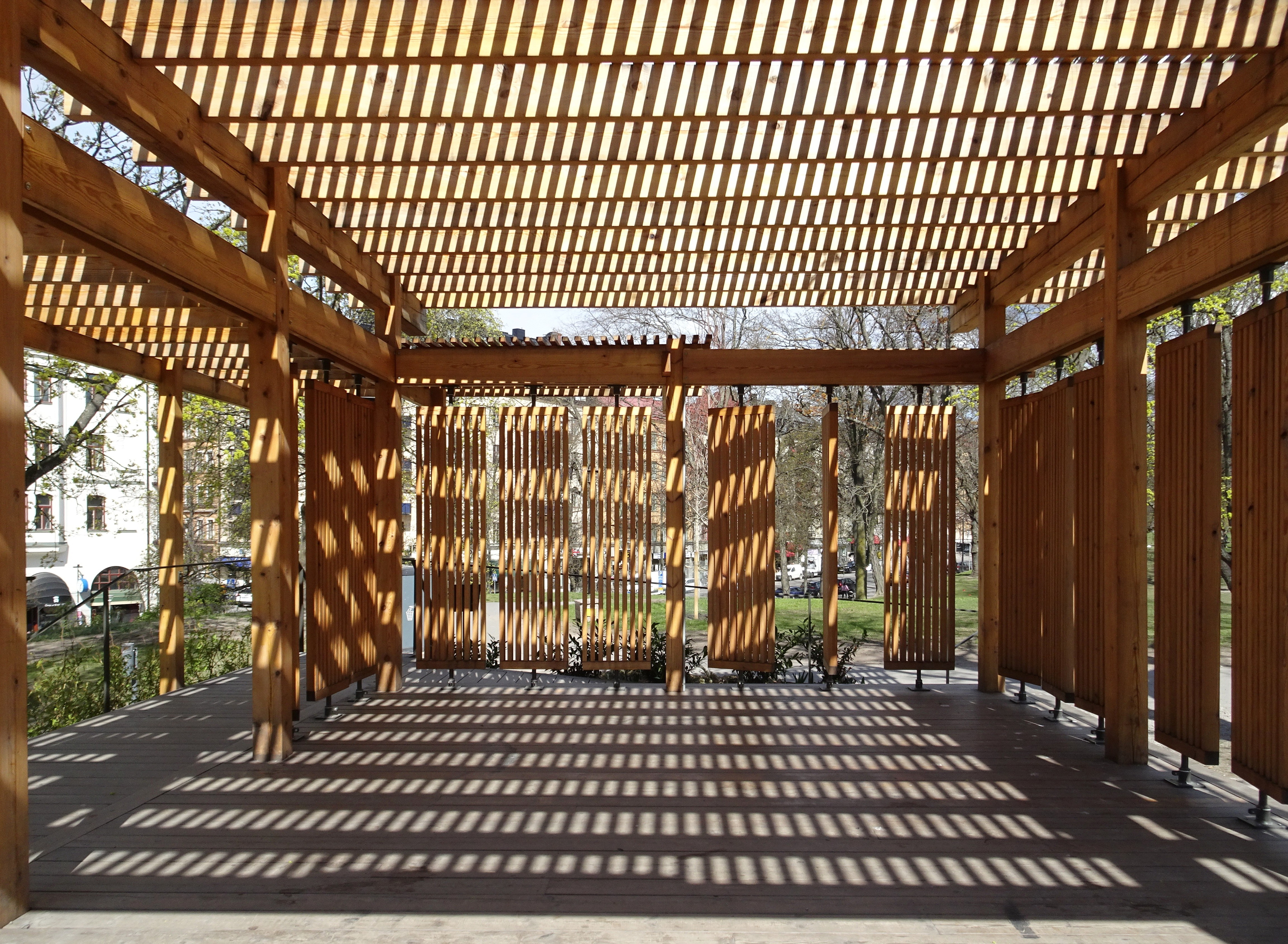

## Konstnärlig utsmyckning
- Arbetaren av Gottfrid Larsson

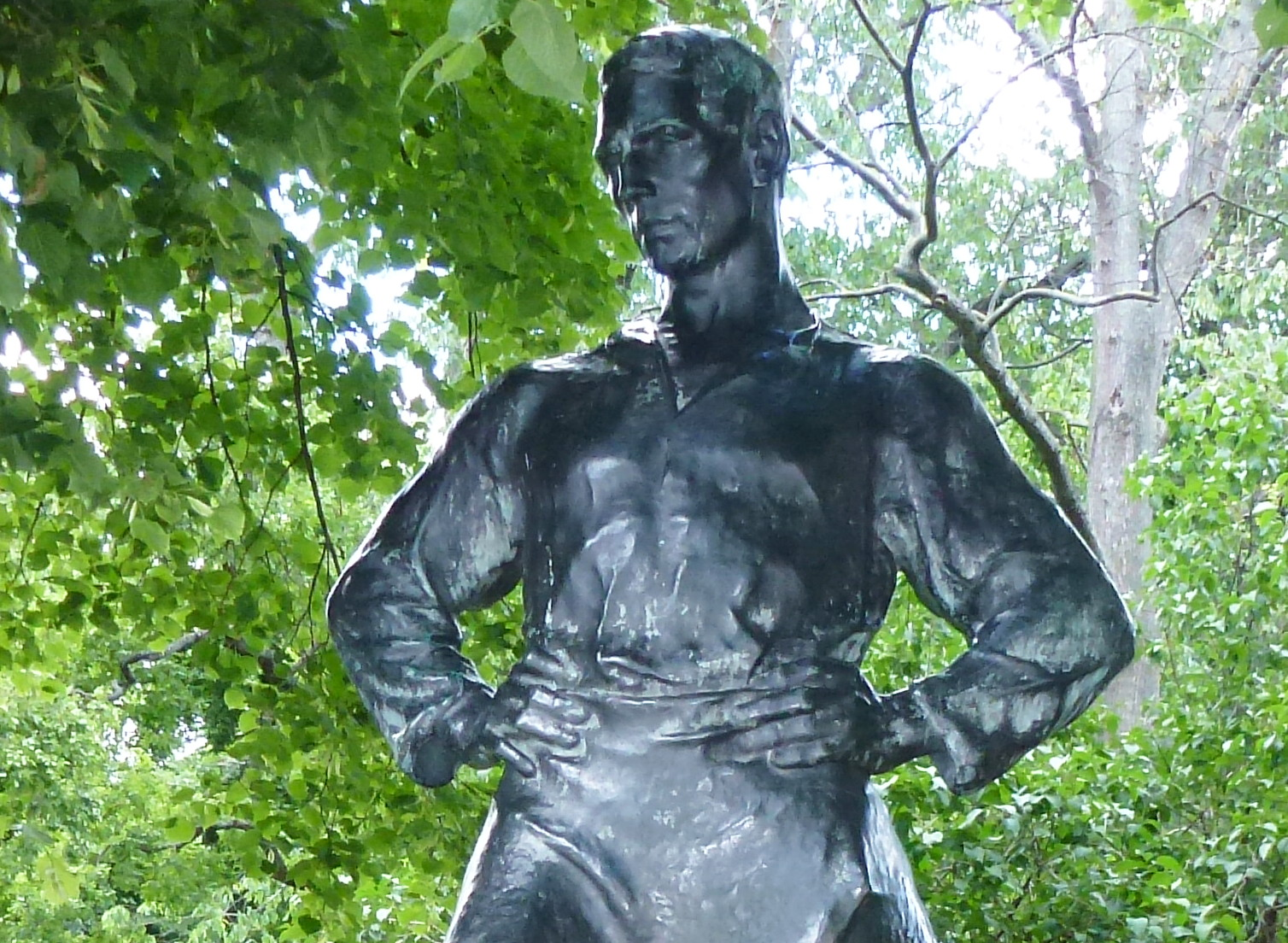
Arbetaren av Gottfrid Larsson.

- Romeo och Julia av Olof Thorwald Ohlsson